# Каліче

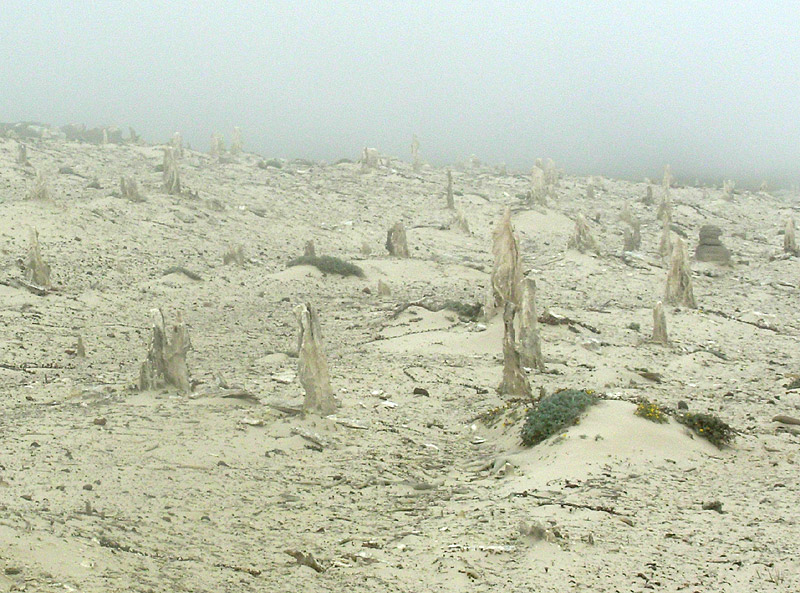
Каліче. Осрів Сан-Мігель, Каліфорнія

Каліче (каліше), (рос. каличе, англ. caliche, нім. Caliche f, Calich f) — потужні горизонти повторної акумуляції карбонату кальцію, приурочені до поверхні кам'янистих ґрунтів у посушливих або напівпосушливих районах, а також до пустельних ґрунтів. Як правило, мають вигляд розсипчастої борошнистої маси. Іноді термін «каліче» вживають для позначення горизонтів акумуляції інших солей, наприклад, хлориду і нітрату натрію, а також селітри, яка залягає разом з хлоридом натрію, сульфатами і боратами. Виявлені в пустелях країн Південної Америки (Чилі, Болівія) і США.
Каліш, як правило, світлого кольору, але може варіюватися від білого до світло-рожевого або червонувато-коричневого, залежно від наявних домішок. Зазвичай він залягає на поверхні або поблизу неї, але може бути знайдений і в більш глибоких підземних відкладеннях. Товщина шарів варіюється від декількох дюймів до футів, а в одному місці може існувати кілька шарів. Шар калішу в ґрунтовому профілі іноді називають горизонтом К.